# Тир, Вадим Эрастович
Вадим Эрастович Тир (20 февраля 1869 — 13 августа 1926) — российский и украинский учёный, профессор по кафедре технологии металлов Харьковского практического технологического института Императора Александра III (1911), инженер-технолог Российской империи, член правления Южнорусского общества технологов (1908), состоял консультантом Укрвнешторга ВСНХ, Наркомвнешторга, Губсовнархоза, Металлобъединений ГСНХ. Статский советник. Его именем названа лаборатория по деталям машин ХТИ в 1927 году.

## Биография
Родился 20 февраля 1869 года в Санкт-Петербурге , сын коллежского асессора, управляющего Нижне-Урюмским золотым промыслом. Потомок литовских дворян. Его предок, первоначально приговоренный к смертной казни, был сослан в Нерчинскую каторгу с лишением всех прав и состояния за распространение листовок, высказывающих поддержку движению филоматов. 
Владел немецким и русским языком. Окончил Харьковское реальное училище (1886) и Харьковский технологический институт (ХТИ) (1893).
В ходе «Шиллеровской истории» покинул институт, но после её ликвидации с 1907 года вновь в ХТИ. Читал курс лекций по устройству паровых машин. Организатор и заведующий лабораторией по испытанию частей машин ХТИ (1907—1910), лабораторией по технологии металлов (1919), научно-исследовательской кафедрой по технологии металлов при ХТИ (1922), кафедрой технологии металла и дерева и лаборатории технологии металлов (с 1923), кафедрой общего машиностроения ХТИ (1924—1926). Член Факультетской комиссии механического факультета ХТИ (1923), комиссии ХТИ по разработке программы по НОТ (1924). Преподавал на рабочем факультете при ХТИ (1923—1924). Профессор по кафедре технологии металлов (1911).
Начальник технической конторы Харьковского паровозостроительного завода (1911—1915). Под его руководством выполнены: проект товарного паровоза для Варшавско-Венской железной дороги, эллинг для постройки дредноутов класса "Императрица Мария" для русского судостроительного Общества в Николаеве (1911).
Принимал участие в составлении харьковского издания «Народной энциклопедии» (1911—1912), преподавал немецкий язык в реальном училище профессора Г. Ф. Буракова (1913).
Член редакционной комиссии журнала «Известия Южно-Русского общества технологов» (1908—1911). Делегат Съезда заведующих Александровскими ремесленными училищами Харьковской земской управы (1910), член экспертной комиссии по испытанию двигателей внутреннего сгорания при Харьковском обществе сельского хозяйства (1914—1917).
Во время Первой мировой войны спроектировал станок для шлифовки параболических зеркал крупных диаметров для прожекторов для оборонительных целей, занимался оборудованием мастерской для изготовления взрывателей к 3-х дюймовым гранатам.
Консультант заводов «Русско-Краска» и Дебальцевского машиностроительного. (1915—1917). Председатель особого правления завода проволочно-канатных дорог Товарищества «Блейхерт и Эйхнер» (1917). Член Попечительного совета Женского политехнического института (1917), председатель родительского комитета при Харьковском 1-м реальном училище. Председатель Особой комиссии Союза инженеров по оказанию технической помощи Добровольческой Армии (1919). Главный инженер завода дубильных экстрактов, преподаватель технических курсов для взрослых, заведующий учебной частью Майкопского техникума (1920).
За время своей деятельности под его началом были спроектированны и установлены десятки машин, котлов, кранов, механизмов и прочих сооружений. В 1907 с сотрудниками ХТИ на Николаевском судостроительном заводе осуществил установку механизмов на броненосце «Потёмкин». Одним из наиболее ярких проявлений его таланта служит проект и постройка эллинга для дредноутов завода «Наваль» — первое сооружение этого рода построенное в России по русскому проекту. Стоит отметить и стотонный береговой кран для Ревельского порта, спроектированный им. Другим же проявлением его таланта следует указать на спроектированный им первый в России компрессор для сжижения хлора на заводе «Русский Электрон» в Славянске, при налаживании которого произошла утечка хлора и Вадим Эрастович Тир отравился, в чем, возможно, кроется причина его преждевременной кончины. Вадим Эрастович много времени уделял научным трудам (около 12-15 часов ежедневно), что не прошло бесследно. Современники отмечали его высокий профессионализм и отзывчивость. Одной из финальных его работ считается курс деталей машин, опубликованный после его смерти для обучения студентов ХТИ.

## Работы В. Э. Тира
«Логические следствия опытных данных Wohler’a» (1902); «Элементы машиностроение» (Харьков, 1902—1905); «Способ сделать ленточные тормоза и рукоятки ручных лебедок безопасными и общие свойства тормозов с посадкой одного органа на винте» (Харьков, 1908); «Второстепенные напряжения и деформации при изгибе» (Харьков, 1908); «Возможность получить выражение общего закона сопротивляемости материалов переменным силам и обоснование на нем выбора допускаемых напряжений» (Харьков, 1910); «Паровые машины Штумпфа» (Харьков, 1910); «Курс устройства паровых котлов» (Харьков, 1912); «Паровые машины» (Харьков, 1916); «Необходимость изменения основных положений для выбора допускаемых напряжений в инженерно-строительных расчетах» (1924—1925); «Анализ явлений при продольном изгибе и метод расчета на продольный изгиб» (1925—1926); «Детали машин» (Харьков, 1926, посмертное).

## Награды и премии
Орден Святой Анны III степени (1909), Орден Святого Станислава II степени (1916), Медаль «В память 300-летия царствования дома Романовых», премия Наркомпроса УССР